# 施陶达赫-埃根达赫
施陶达赫-埃根达赫是德国巴伐利亚州的一个市镇。总面积19.34平方公里，总人口1105人，其中男性558人，女性547人（2011年12月31日），人口密度57人/平方公里。